# Коронавірусна хвороба 2019 на Кюрасао
Епідемія коронавірусної хвороби 2019 на Кюрасао — це поширення пандемії коронавірусної хвороби 2019 на територію Кюрасао. Перший випадок хвороби на острові зареєстровано 13 березня 2020 року в 68-річного чоловіка, який повернувся з Нідерландів. До 9 липня 2020 року всі випадки хвороби, зареєстровані до цього, одужали. 15 липня зареєстровано новий випадок хвороби, а до 6 серпня всі випадки одужали, з 10 серпня знову розпочали реєструватися випадки хвороби.

## Хронологія

### Березень 2020 року
13 березня 2020 року прем'єр-міністр Еуген Руггенаат оголосив про перший підтверджений випадок коронавірусної хвороби в країні у 68-річного чоловіка, який прибув з Нідерландів і відпочивав на Кюрасао. Очікувалось швидке виявлення другого випадку хвороби в дружини першого хворого. Після виявлення хвороби всі особи, які контактували з хворою парою, пройшли тестування. Більшість випадків виявилися негативними, але результати двох випадків були сумнівними, та перебували під посиленим контролем.
Після виявлення хвороби на острові уряд Кюрасао повідомив, що авіасполучення з Європою буде призупинено.
18 березня 2020 року в медичному центрі Кюрасао помер перший випадок коронавірусної хвороби на острові (68-річний чоловік з Нідерландів). Станом на 23 березня двоє хворих знаходились на стаціонарному лікуванні.
27 березня 2020 року повідомлено, що у працівника лабораторії медичного центру Кюрасао підтверджено позитивний результат тестування на коронавірус. Він не контактував з хворими. Для запобігання поширення інфекції 9 співробітників лабораторії відправили на карантин.

### Квітень 2020 року
8 квітня 2020 року повідомлено, що повіям у будинках розпусти «Campo Alegre» та «Le Mirage» дозволено репатріюватися на свою батьківщину, проте багато хто з них боявся втратити заробіток у 500 доларів США.
9 квітня 2020 року міністр внутрішніх справ і внутрішніх відносин Королівства Нідерландів Реймонд Нопс запропонував Кюрасао екстрену позику в розмірі 90 мільйонів євро.
11 квітня з Нідерландів було відправлено медичне приладдя, включаючи 12 ліжок для відділення інтенсивної терапії. Ця партія дозволила збільшити кількість ліжок у відділеннях інтенсивної терапії до 50.
13 квітня з Ден-Гелдера відряджений військовий корабель «Zr. Ms. Karel Doorman» для надання допомоги у доставці продовольства, прикордонному контролі та громадському порядку. Цього дня створений координаційний пункт на Мартиніці для координації прикордонного контролю нідерландських територій у Карибському басейні, Франції та Великої Британії.
15 квітня 2020 року міністр охорони здоров'я Кюрасао Сюзанна Камелія-Ремер повідомила, що Нідерланди домовились про направлення 82 медичних працівників із США до Кюрасао за рахунок уряду Нідерландів, і що уряд Кюрасао найняв 28 медичних працівників з Куби.
17 квітня 2020 року уряд острова оголосив про запровадження програми фінансової підтримки для компаній, працюючих громадян та безробітних.
18 квітня Іззі Герстенблут повідомив, що на острові проведено 286 тестувань, та репатрійовано 1500 осіб. Планується поетапне послаблення карантинних заходів.
21 квітня частині магазинів дозволено працювати в режимі доставки товарів, дозволено відкрити пляжі з 06:00 до 09:00.
23 квітня 2020 року всі безробітні або зайняті на неповний робочий день отримають продовольчі пайки. Сума, на яку видається цей пайок, коливається від 150 до 450 гульденів. Незареєстровані мігранти, переважно з Венесуели, мають право на продовольчі пакети, проте не мають грошової компенсації при реєстрації.
24 квітня повідомлено, що на острові є 16 активних випадків хвороби. Один із двох нових випадків хвороби був місцевим жителем, інший виявлений у одного із американських медичних працівників, у якого позитивний тест виявлено ще до посадки в літак, але він вирішив все-таки полетіти на Кюрасао. Виникла ймовірність того, що інші американські медичні працівники інфікувались. Кюрасао, Аруба та Нідерланди вирішили повернути американських медичних працівників на батьківщину через порушення контракту.
28 квітня 2020 року консульство США організувало репатріаційний рейс на 10 травня для американських громадян, які опинились на Арубі, Бонайре та Кюрасао. Літак вилетить з міжнародного аеропорту імені королеви Беатрікс на Арубі, і прибуде до міжнародного аеропорту Голлівуд у Форт-Лодердейлі.
29 квітня 2020 року 500 студентів з Кюрасао, які проживають у Нідерландах, подали клопотання до урядів Кюрасао та Нідерландів про репатріацію на острів. Студентам не продовжили посвідки на статус постійного проживання в Нідерландах, і вони втратили можливість на репатріаційні рейси, що відбулися до цього. 30 квітня Зіта Ісус-Лейто, міністр дорожнього руху та транспорту, заявила, що відшкодування буде виплачуватися до 10 травня. Ще 200 громадян Кюрасао застрягли у США, Нідерландах, Колумбії, Домініканській Республіці, Венесуелі та інших країнах.

### Травень-червень
6 травня проведено репатріаційний авіарейс для приїзджих з Нідерландів та Європи.
9 червня доктор Іззі Герстенблут заявив, що відкрити кордони 1 липня для подорожуючих та туристів з Нідерландів можна, але зробити це для жителів США занадто ризиковано. Туристам та транзитним пасажирам з Бельгії та Німеччини також дозволено прибувати на острів без карантину.

### Липень-серпень
9 липня доктор Іззі Герстенблут заявив, що на острові більше немає активних випадків хвороби.
15 липня на Кюрасао виявлено новий випадок хвороби.
6 серпня всі випадки хвороби були завершені, і активних випадків не було.
10 серпня було виявлено новий випадок хвороби. Член екіпажу судна, який вже перебував у карантині, отримав позитивний результат тесту на коронавірус.

## Заходи боротьби з епідемією
15 березня 2020 року повідомлено, що повністю припинено транспортне сполучення з Європою.
16 березня всі міжнародні рейси були припинені. Заборонені усі зібрання за участю 10 і більше осіб. Жителів острова просять знаходитись у своїх помешканнях.
17 березня 2020 року всі школи закрились. Починаючи з 4 травня відкрилися дитячі садки, а 18 травня до школи повернулися старшокласники останнього року навчання. З 11 травня могли відкриватися школи після перевірки їх санітарного стану та схвалення санітарно-епідеміологічними органами. З 1 червня всі школи мали знову відкритися.
28 березня 2020 року було введено комендантську годину з 21:00 до 06:00. Комендантська година повинна була діяти до 8 травня.
30 березня 2020 року всім жителям острова наказано залишатися вдома.
1 квітня 2020 року повідомлено, що транспортні засоби допускатимуться до руху лише в певні дні в залежності від їх номерного знаку, і що на кожну неділю запроваджується повний локдаун, і на вулицю нікого не випустять.
Починаючи з 4 травня 2020 року частина підприємств можуть відновити свою роботу за умови дотримання жорстких карантинних заходів.
Починаючи з 8 травня 2020 року відкрито відвідування місць громадського користування, підприємства можуть знову відкритись, але ресторани та бари працюватимуть лише на винос, заборонено збори понад 25 осіб. Також буде знято обмеження для транспортних засобів за номерним знаком.
22 травня 2020 року комендантську годину було зменшено з 00:00 до 06:00. Дозволено харчуватися в приміщенні ресторанів та закусочних, і вони можуть працювати до 22:00. Дозволено знову відкритися казино.
12 червня транспортне сполучення між Кюрасао та островами Бонайре, Сінт-Естатіус та Саба дозволено без карантину. З 15 червня відновлено транспортне сполучення без карантину з Сінт-Мартеном, Сен-Мартеном та Арубою.
З 1 липня Кюрасао відкрило свої кордони з Європейським Союзом.

## Протести проти жорсткої економії 24 червня
Пандемія COVID-19 спричинила запровадження жорстких заходів економії бюджету. Кюрасао змушене було запровадити скорочення бюджетних витрат, щоб отримати право на додаткову допомогу від Нідерландів. У рамках пакету жорстких заходів уряд Кюрасао оголосив про зниження заробітної плати державним службовцям на 12,5 %. У зв'язку з пандемією 80 тисяч осіб, половина населення острова, стали залежними від продовольчої допомоги. У червні відбулось кілька демонстрацій, і протестуючі перекривали міст королеви Юліани.
24 червня група державних службовців, до яких приєдналися сміттярі із Селікора, яким загрожувало звільнення в рамках скорочення бюджетних видатків, вирушила до форту Амстердам, де знаходиться уряд, і вимагала розмови з прем'єр-міністром Евгеном Руггенаатом. Демонстрація переросла в заворушення, під час якого поліція очистила площу перед фортом Амстердам за допомогою сльозогінного газу. Центр міста Віллемстад пізніше був розграбований. Заарештовано 48 осіб, міські райони Пунда та Отробанда були заблоковані до 05:00 25 червня. Запроваджена загальнодержавна комендантська година з 20:30 до 06:00. Начальник поліції Маурісіо Самба подав у відставку, оскільки не зміг захистити урядові будівлі. Ця ніч на острові була неспокійною, цієї ночі та наступного дня згоріли кілька старих будівель, проте комендантську годину станом на 25 червня не продовжували.